# Amphoe Ban Na San
Ban Na San (Thai: บ้านนาสาร) ist ein Landkreis (Amphoe – Verwaltungs-Distrikt) im Südosten der Provinz Surat Thani. Die Provinz Surat Thani liegt in der  Südregion von Thailand, etwa 650 km südlich von Bangkok an der Ostküste der Malaiischen Halbinsel zum Golf von Thailand.

## Geographie
Benachbarte Bezirke (von Osten im Uhrzeigersinn): die Amphoe Nopphitam und Phipun in der Provinz Nakhon Si Thammarat sowie die Amphoe Wiang Sa, Khian Sa, Ban Na Doem, Mueang Surat Thani und Kanchanadit der Provinz Surat Thani.
Im Osten des Landkreises liegen die hügeligen Ausläufer der Nakhon-Si-Thammarat-Bergkette, dort befindet sich der Nationalpark Tai Rom Yen.

## Geschichte
Die Geschichte des Kreises reicht zurück in die Zeit des Landkreises Lamphun, der vormals administrative Einheit des südöstlichen Teils der heutigen Provinz Surat Thani war. Ursprünglich war er in sieben Tambon unterteilt – Ban Na, Tha Ruea (ท่าเรือ), Kobkaeb (กอบแกบ), Thung Tao, I-Panm (อิปัน), Prasaeng und Phanom. Im Jahr 1899 wurde der südliche Teil zum Amphoe Phrasaeng und dem Unterbezirk (King Amphoe) Phanom gemacht.
Ursprünglich wurde der Bezirk von Nakhon Si Thammarat aus verwaltet, 1906 wurde er nach Chaiya (heute Surat Thani) transferiert.
Am 29. April 1918 wurde der Bezirk in Ban Na umbenannt, nach dem Ort, an dem sich die Verwaltung befand. Am 1. Juli 1938 wurde die Verwaltung nach Na San verlegt und schließlich am 20. April 1939 in Ban Na San umbenannt.
In den 1970er Jahren reduzierte sich die Größe des Kreises weiter, als die heutigen Amphoe Khian Sa, Wiang Sa and Ban Na Doem abgetrennt wurden.

## Söhne und Töchter
- Jatuporn Prompan, Politiker und Aktivist

## Verwaltung

### Provinzverwaltung
Amphoe Ban Na San ist in 11 Gemeinden (Tambon) gegliedert, die wiederum in 65 Dörfer (Muban) unterteilt sind.
| \| Nr. \| Name \| Thai \| Dörfer \| Einw.[3] \| \| --- \| -------------- \| --------- \| ------ \| -------- \| \| 01. \| Na San \| นาสาร \| 0- \| 19.774 \| \| 02. \| Phru Phi \| พรุพี \| 07 \| 05.673 \| \| 03. \| Thung Tao \| ทุ่งเตา \| 05 \| 04.242 \| \| 04. \| Lamphun \| ลำพูน \| 07 \| 05.968 \| \| 05. \| Tha Chi \| ท่าชี \| 06 \| 04.752 \| \| 06. \| Khuan Si \| ควนศรี \| 08 \| 04.841 \| \| 07. \| Khuan Suban \| ควนสุบรรณ \| 07 \| 05.281 \| \| 08. \| Khlong Prap \| คลองปราบ \| 05 \| 03.846 \| \| 09. \| Nam Phu \| น้ำพุ \| 06 \| 05.546 \| \| 10. \| Thung Tao Mai \| ทุ่งเตาใหม่ \| 08 \| 06.346 \| \| 11. \| Phoem Phun Sap \| เพิ่มพูนทรัพย์ \| 06 \| 03.724 \| |                |           |        |        |
| Nr. | Name           | Thai      | Dörfer | Einw.  |
| 01. | Na San         | นาสาร     | 0-     | 19.774 |
| 02. | Phru Phi       | พรุพี       | 07     | 05.673 |
| 03. | Thung Tao      | ทุ่งเตา     | 05     | 04.242 |
| 04. | Lamphun        | ลำพูน      | 07     | 05.968 |
| 05. | Tha Chi        | ท่าชี       | 06     | 04.752 |
| 06. | Khuan Si       | ควนศรี     | 08     | 04.841 |
| 07. | Khuan Suban    | ควนสุบรรณ  | 07     | 05.281 |
| 08. | Khlong Prap    | คลองปราบ  | 05     | 03.846 |
| 09. | Nam Phu        | น้ำพุ       | 06     | 05.546 |
| 10. | Thung Tao Mai  | ทุ่งเตาใหม่  | 08     | 06.346 |
| 11. | Phoem Phun Sap | เพิ่มพูนทรัพย์ | 06     | 03.724 |

### Lokalverwaltung
Na San (เทศบาลเมืองนาสาร) ist der Name einer Stadt (Thesaban Mueang) im Landkreis, sie besteht aus dem gesamten Tambon Na San.
Daneben gibt es vier Kleinstädte (Thesaban Tambon):
- Phru Phi (เทศบาลตำบลพรุพี) besteht aus dem gesamten Tambon hru Phi,
- Khlong Prap (เทศบาลตำบลคลองปราบ) besteht aus dem gesamten Tambon Khlong Prap,
- Tha Chi (เทศบาลตำบลท่าชี) besteht aus dem gesamten Tambon Tha Chi,
- Khuan Si (เทศบาลตำบลควนศรี) besteht aus dem gesamten Tambon Khuan Si.

Außerdem gibt es sechs „Tambon Administrative Organizations“ (TAO, องค์การบริหารส่วนตำบล – Verwaltungs-Organisationen) für die Tambon im Landkreis, die zu keiner Stadt gehören.